# Arzenolit
Arzenolit je arzenov mineral s kemijsko formulo As2O3, ki je nastal z oksidacijo arzenovih sulfidov. Mineral ima običajno obliko majhnih belih oktaedrov, ki imajo zaradi nečistoč (realgar ali avripigment)  rožnat ali rumen nadih. Spremljajo ga lahko klavderit (monoklinski As2O3), realgar(As4S4), avripigment (As2S3) in eritrit (Co3(AsO4)2 • 8H2O).

## Nahajališča
Pomembnejša nahajališča arzenolita so Sankt Andreasberg (Saška, Nemčija), Jáchymov, Radvanice, Příbram in Kutná Hora (Češka), Cármenes (León, Španija) ter Chañaral in Copiapó (Atacama, Čile).
V Sloveniji so arzenolit našli v Savskih jamah nad Jesenicami.